# オプトアウト
オプトアウト（英: Opt-out）とは、顧客である個人や法人などが自ら行動し拒否するまで、個人や法人等の意思を確認せずに製品やサービスを事業として継続しその提供や情報を送りつけたり個人情報を第三者へ提供したりするような事業者に対して、顧客である個人や法人などがその製品の受け取りや情報送付サービスなどから出る(out)ことを選ぶ(Opt)意思を表示してそれらを拒否する(脱退する、終える、抜ける、または辞退する)ことをいう。事業者に意思を伝える方法がなかったり、手続きが煩雑だったりすることがあり、問題になる。
この対象は通常、電話勧誘販売やメール広告やダイレクトメールのようなダイレクトマーケティングキャンペーンに関連するものである。オプトアウトした人々のリストは、外界から閉ざした暮らしをした登場人物に倣いロビンソン・リストと呼ばれる。対義語はオプトイン。
イギリスにおいてはメーリング・プリファレンス・サービス (MPS)がロビンソン・リストとなっている。

## 勧誘電話
アメリカ連邦政府は消費者が自宅で受ける勧誘電話を減らすためのNational Do-Not-Call Registry（全国勧誘電話禁止名簿）を作成した。当初この名簿に掲載されていた番号は5年間保存されるとしていたが、2008年2月に成立したDo-Not-Call 改善法2007により永久保存となった。
イギリスのダイレクトマーケティング協会は、Telephone Preference Serviceにより、オプトアウトの仕組みを運用している。このサービスは、勧誘電話を減らすが、消費者からの問い合わせに対する電話、市場調査の電話、無言電話、海外からの電話を止めることはできない。
カナダの全国勧誘電話禁止名簿では勧誘電話を受けたくないと希望する消費者が加入するオプトアウトリストを運営している。慈善団体、新聞、調査会社は、このオプトアウトの例外とされているが、消費者が望めば掲載される、自前のDo-Not-Callリストを運営することが義務付けられている。
オーストラリアは全国的な勧誘電話禁止名簿を持っている。 オーストラリア通信メディア局 (ACMA) は、Do Not Call Register法2006に基づきこのリストを運営している。名簿に掲載されるためには、電話番号は個人あるいは家庭用の番号であるか、ファックスの送受信専用であることが必要となる。政府機関番号および緊急サービス番号も名簿に入力できる。登録は5年間保持され、いつでも削除することができる。

## 電子メールマーケティング
メール広告において、これ以上Eメールを受けとりたくない受信者がクリック可能なハイパーリンクまたはオプトアウトボタンが含まれることがある。登録解除機能を提供する評判の良いバルクメール業者からの商業的なEメールの95%はこの方法でオプトアウトできるが、良心的でない業者やスパム業者は、登録解除と称するリンクまたはボタンを表示することがある。そのようなリンクやボタンをクリックすると、宛先のメールアドレスが有効であることを相手の業者に知らせることになるため、さらなる勧誘メールにつながる。
オプトアウトとは関係ないが、スパムフィルタは、Eメールをフィルタ処理するための簡単な方法である。スパムフィルタは発信者と接触しない。ほとんどのEメールソフトウェアは、受信したメールを迷惑メールとしてタグ付けができ、アドレスや件名にある独特の言い回しでメールをブロック可能な単語フィルタを備えている。この設定は面倒ではあるが、長期的には報われるものである。
日本においては特定電子メールの送信の適正化等に関する法律の2008年（平成20年）改正により、特定電子メールに該当するメールに関してオプトアウト方式の配信は原則として認められなくなり、いくつかの要件を満たしていないオプトアウト方式の該当メールを営利団体や個人事業者が配信すると刑が科される場合がある。

## アメリカ合衆国郵便公社

### クレジットカードの勧誘
アメリカの消費者は1年に数十億通のクレジットカード、保険の勧誘の郵便を受け取る。多くの場合、送信者は消費者信用情報機関の信用記録を使用して、信用価値や適性が高い受信者を事前に選別している。
Fair Credit Reporting Act (FCRA) はクレジットカード業者や保険業者に対し、特定の基準に合う消費者の選別のため、クレジットカードや保険の選別勧誘 (prescreend solicitation) の基礎情報として CRA 情報を使用することを許可しているが、法の制限範囲内での利用のみ許される。FCRAはまた、消費者が選別勧誘を受けないため、CRAに自分の名前や住所をそれらの機関により提供される勧誘リストから除外されるよう指示することも可能としている。自分の名前を選別勧誘リストから除外させた消費者もクレジットカードや保険の郵便は電話を受けることがあるが、それはCRAが維持している信用記録に基づくものではない。。
アメリカでは、全国的な信用調査機関からのどのような勧誘からのオプトアウトも可能である。

### 勝手に送られるダイレクトマーケティング郵便
米国では、ダイレクトマーケティング協会 (DMA) メールプリファレンスサービスは、オプトアウトサービスを提供している。オプトアウトを希望する消費者の名前は、ダイレクトメールマーケッターに提供されている「削除」ファイルに追加される。この手続きではStandard mail（標準郵便）またはCurrent Resident Mail（現住所郵便）と呼ばれるBulk Mailからのオプトアウトは行えず、会社ごとのオプトアウトが必要となる。オンラインでの登録は無料だが、郵便で登録するためには1ドルの料金がかかる。故人への郵便を停止するには別のサービスがある。登録したとしてもDMAと提携していない組織からの郵送を停止することはできない。DirectMail.comが同様のサービスを提供している。

## 仲裁
仲裁条項を持つ契約は契約を受け入れるまでの決まった日数が経過するまではどちらでも仲裁事項を拒否することができるという契約がある。

## 参照
- プライバシーと電子通信（EC指令）規則2003
- ロビンソンリスト
- Unclick